# Vitalina Batsarasjkina
Vitalina Igorevna Batsarasjkina (russisk: Виталина Игоревна Бацарашкина; født 1. oktober 1996) er en russisk sportsskytte. Hun vandt to guldmedaljer i 10 m og 25 m luftpistolbegivenheder ved OL i 2020 , begge gange med en olympisk rekord. Hun vandt en sølvmedalje med Artjom Tjernousov (russisk: Черноусов, Артём Анатольевич), blev den første skytte som vandt tre medaljer ved de samme olympiske lege.